# Michaël Raitner
Michaël Raitner, né le 2 octobre 1953 en Israël, est un chanteur franco-israélien.
Le chanteur est notamment connu pour la chanson On doit savoir partir de 1977, écrite par Claude Carmone, Jean Van Loo et Serge Ghisoland, qui a atteint la 3e place en Wallonie et le top 10 en France dans les classements du CIDD et de l'IFOP,. Il a été vendu à plus 800000 exemplaires en Franceet Belgique.

## Discographie
Discographie de singles provenant d'Encyclopédisque et Discogs.

### Singles
- 1976 : Viens, il va falloir aller plus loin... / Que s'est-il passé avant nous (publié sous le nom Michaël Raytner)
- 1976 : On doit savoir partir / C'était la grange aux loups
- 1977 : Je n'ai plus rien / On verra
- 1978 : On se souvient pour oublier / La nostalgie nous va bien (vendu en Belgique)
- 1979:La vie change/I believe in you
- 1980 : Vivre libre sans amour / Le droit de t'aimer
- 1985 : Sa voix qui me rappelle / Quand on dit je t'aime à une fille
- 1988 : Ultra sensible / Esclave
- 1996 : Isadora /femmes orientales

#### Étrangers
- 1982[8] : Licht ins Dunkel / Einsamkeit (allemand, avec la chorale d'enfants Die Mozart Sängerknaben) (vendu en Allemagne/Autriche)